# Talent show
Talent show – gatunek rozrywkowego programu telewizyjnego przedstawiającego konkurs talentów.

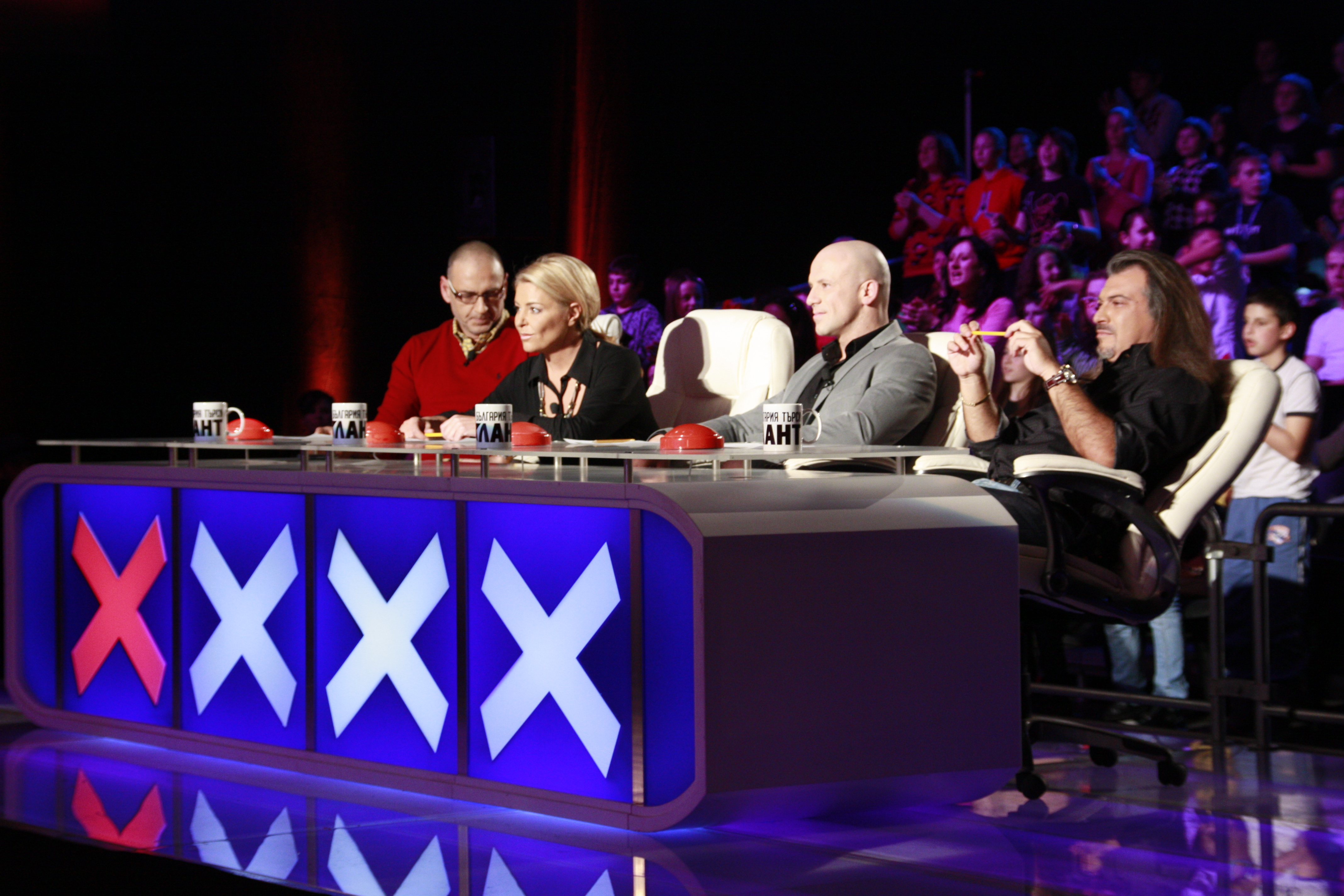
Panel jurorów w jednej z wersji formatu Got Talent

## Charakterystyka gatunku
Do cech charakterystycznych gatunku należą: selekcja kandydatów, ocena uczestników przez komisję jurorską (najczęściej złożoną z ekspertów i celebrytów) oraz telewidzów (za pomocą linii telefonicznych, SMS-ów lub aplikacji na urządzenia mobilne), eliminacje zawodników z najsłabszymi rezultatami, realizacja audycji, w szczególności jego decydujących faz, w dużym nowoczesnym studiu telewizyjnym, przeprowadzanie konkursu w edycjach, wysoka nagroda główna dla zwycięzcy, regularna emisja w czasie najwyższej oglądalności – odcinki castingowe uprzednio nagrane, kolejne etapy nadawane na żywo.
Występy i rywalizacja nie są jedynymi elementami przedstawianymi na ekranie – programy typu talent show często wzbogacane są o krótkie reportaże z życia uczestników, nierzadko nacechowanymi emocjonalnie.
Pochodną talent show jest celebrity talent show, którego uczestnikami nie zostają osoby wyłonione w trakcie przesłuchań, a rozpoznawalne jeszcze przed udziałem w programie. Są to podobne gatunki, choć celebrity talent show z reguły nie mają odcinków castingowych, wygrane pieniężne w tego typu programach są najczęściej przekazywane instytucjom charytatywnym, a motywem przewodnim nie jest próba wykreowania nowej gwiazdy w danej dziedzinie (muzyce, tańcu…).

## Przykłady międzynarodowych formatów z gatunku talent show
Talent show z udziałem osób głównie niezwiązanych wcześniej z telewizją:
- Idol – wokalny,
- Star Academy – wokalny,
- The Voice – wokalny,
- The X Factor – wokalny,
- So You Think You Can Dance – taneczny,
- Got Talent.

Celebrity talent show:
- Dancing with the Stars (pierwsza wersja formatu: Strictly Come Dancing) – taneczny,
- Stars Dance on Ice – taniec na lodzie,
- Dancing on Ice – taniec na lodzie,
- The Masked Singer – wokalny,
- Soapstar Superstar – wokalny,
- Your Face Sounds Familiar – sceniczny.

## Przykłady polskich programów typu talent show
Uwaga: w nawiasach podano rok pierwszej emisji.
Talent show
- Aplauz, aplauz! (2015) – TVN
- Got to Dance. Tylko taniec (2012) – Polsat
- Idol (2002) – Polsat
- Mali giganci (2015) – TVN
- Mam talent! (2008) – TVN
- Must Be the Music. Tylko muzyka (2011) – Polsat
- Stand up. Zabij mnie śmiechem (2010) – Polsat
- Szansa na sukces (1993) – TVP2
- Śpiewaj i walcz (2010) – TVP1
- Śpiewajmy razem. All Together Now (2018) – Polsat
- The Four. Bitwa o sławę (2020) – Polsat
- The Voice of Poland (2011), The Voice Kids (2018), The Voice Senior (2019) – TVP2
- World of Dance Polska (2018) – Polsat
- X Factor (2011) – TVN
- You Can Dance – Po prostu tańcz! (2007) – TVN, You Can Dance – Nowa generacja (2021) – TVP2, TVP1

Celebrity talent show
- Bitwa na głosy (2011) – TVP2
- Dance Dance Dance (2019) – TVP2
- Gwiazdy tańczą na lodzie (2007) – TVP2
- Gwiezdny cyrk (2008) – Polsat
- Jak oni śpiewają (2007) – Polsat, Star Voice. Gwiazdy mają głos (2020) – TVP2
- Mask Singer (2022) – TVN
- Taniec z gwiazdami (2005) – TVN, Polsat
- Twoja twarz brzmi znajomo (2014) – Polsat